# Flota del Mar Negro
La Flota del Mar Negro (en ruso: Черноморский флот) es una gran subunidad estratégica dependiente de la Armada Rusa, que opera en el mar Negro y el mar Mediterráneo desde finales del siglo XVIII. Los navíos de guerra tienen base en varios puertos del mar Negro y del mar de Azov, mientras que la aviación y resto de comandancias están repartidas en varias bases de Crimea y el krai de Krasnodar.

## Historia
Se atribuye la creación de la Flota del Mar Negro a Grigori Potiomkin el 13 de mayo de 1783, tras la anexión de Crimea bajo el reinado de Catalina la Grande y la creación de una importante base militar, ubicada en la ciudad de Sebastopol (recientemente anexionada a la Federación de Rusia desde marzo de 2014). La expansión hacia el sur del Imperio ruso a finales del siglo XVIII les llevó a enfrentarse con su mayor rival en la región del Mar Negro, el Imperio otomano. La Flota del Mar Negro venció a los turcos en 1790, combatió contra los otomanos durante la Primera Guerra Mundial, contra la flota rumana durante la Segunda Guerra Mundial y mantuvo breves combates contra la Armada de Georgia en el transcurso de la guerra de Osetia del Sur de 2008.

### Armada soviética
Con la derrota de las Fuerzas Armadas del Sur de Rusia antibolcheviques, el gobierno soviético tomó el control de todos los elementos navales. Los pocos barcos que quedaron en el mar Negro fueron desguazados en la década de 1920 y en la década de 1930 se inició un nuevo programa de construcción a gran escala. Durante ese período se construyeron más de 500 nuevos barcos y se produjo una expansión masiva de la infraestructura costera. La Flota del Mar Negro estaba comandada por el Vicealmirante Filip Oktiabrski tras el estallido de la guerra con Alemania en junio de 1941.

### Segunda Guerra Mundial
Durante la Segunda Guerra Mundial a pesar de la escala del avance alemán/del Eje en el sur de Rusia, y la captura de Crimea por las fuerzas del Eje a mediados de 1942, la Flota, aunque gravemente mutilada, dio un paso adelante. dio una versión increíble de sí mismo mientras luchaba junto al Ejército Rojo durante la batalla de Odesa y la batalla de Sebastopol.
El barco hospital soviético Armenia fue hundido el 7 de noviembre de 1941 por aviones alemanes mientras evacuaba a civiles y soldados heridos de Crimea. Se ha estimado que aproximadamente entre 5000 y 7000 personas murieron durante el hundimiento, lo que lo convierte en uno de los desastres marítimos más mortíferos de la historia. Sólo hubo 8 supervivientes.

### Guerra Fría
Con el fin de la Segunda Guerra Mundial, la Unión Soviética dominó efectivamente la región del Mar Negro. La Unión Soviética controlaba todo el norte y el este del Mar Negro, mientras se instalaban regímenes prosoviéticos en Rumania y Bulgaria. Como miembros del Pacto de Varsovia, las armadas rumana y búlgara complementaron la fuerza de la Flota Soviética del Mar Negro. Sólo Turquía permaneció fuera del régimen de seguridad soviético del Mar Negro y los soviéticos inicialmente presionaron por el control conjunto del Estrecho del Bósforo con Turquía; una posición que Turquía rechazó.
En 1952, Turquía decidió unirse a la OTAN, colocando el estrecho del Bósforo en la esfera de influencia occidental. Sin embargo, los términos de la Convención de Montreux sobre el régimen de los Estrechos limitaron las opciones de la OTAN con respecto a reforzar directamente la posición de Turquía en el Mar Negro. Los soviéticos, a su vez, tenían algunas de sus opciones navales en el Mediterráneo restringidas por las limitaciones de la Convención de Montreux.
En el último período de posguerra, junto con la Flota del Norte, la Flota del Mar Negro proporcionó barcos para el 5.º Escuadrón Operacional en el Mediterráneo, que se enfrentó a la Marina de los Estados Unidos durante la guerra árabe-israelí, en particular durante la guerra de Yom Kipur en 1973.

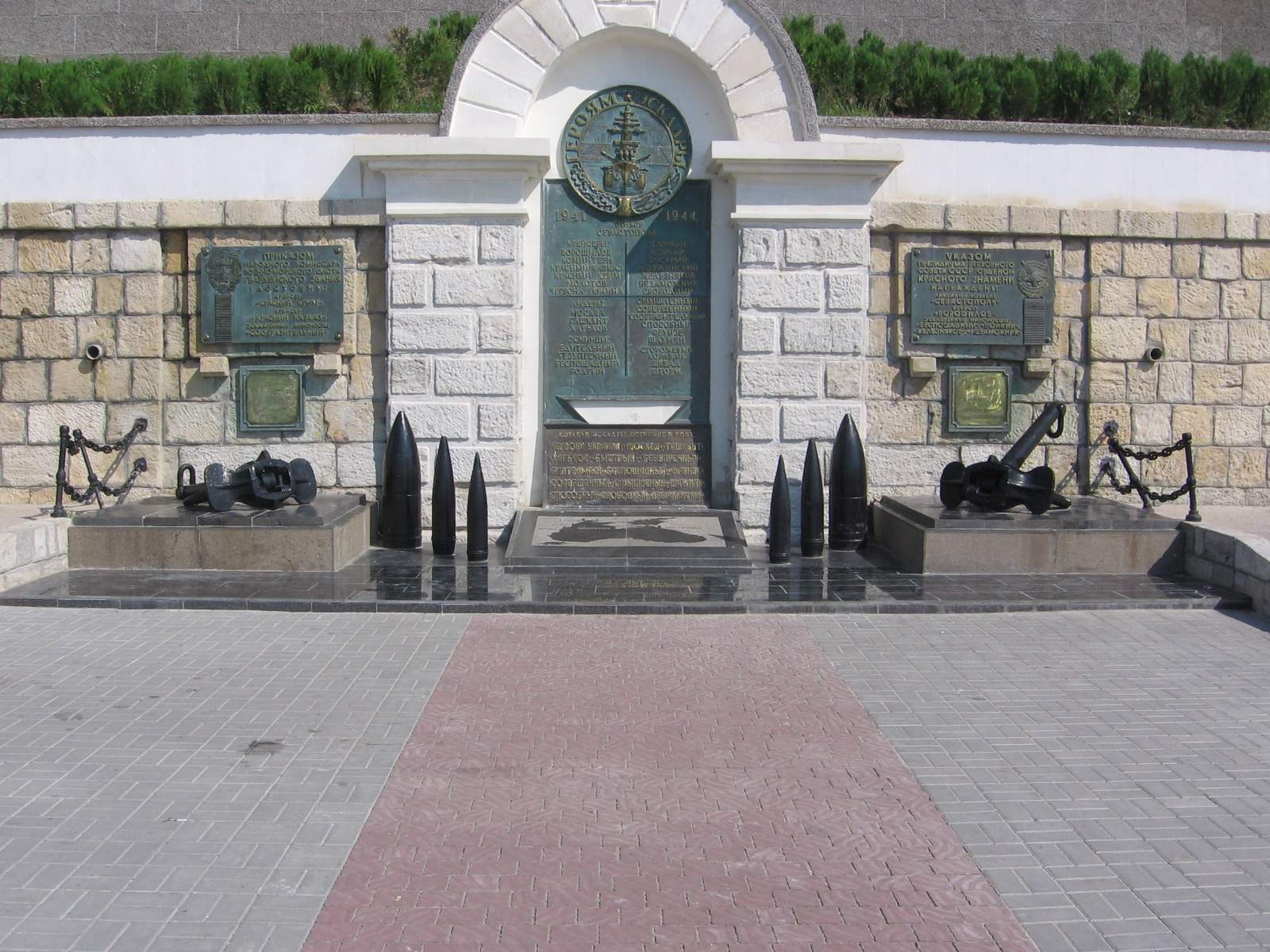
Monumento a los héroes de la Unión Soviética Escuadrón de la Flota del Mar Negro 1941-1944 en Sebastopol, que presenta la lista de 28 barcos militares que se distinguieron en batallas con los invasores alemanes

En 1989, la 126ª División de Fusileros Motorizados en Simferopol fue transferida a la Flota del Mar Negro desde el Distrito Militar de Odesa. También ese año, la 119a División de Aviación de Cazas, con el 86.° Regimiento de Aviación de Cazas, el 161.° y el 841.° Regimientos de Aviación de Cazas, se unieron a la Flota del 5.º Ejército Aéreo. El 86.º Regimiento de Aviación de Cazas de la Guardia pasó a formar parte de la Fuerza Aérea de Moldavia tras la desintegración de la Unión Soviética. El 841 en el aeropuerto de Meria (entre Poti y Batumi en Adjar ASSR) (RSS de Georgia) se convirtió en el 841.er Regimiento de Helicópteros Antisubmarinos de la Guardia independiente en mayo de 1991 y se disolvió en octubre de 1992.
La 43.er Regimiento de Cazas Bombarderos de la Orden de Bandera Roja de Sebastopol de Aviación Kutuzov, después de ser incluida en la Fuerza Aérea de la Flota de Bandera Roja del Mar Negro el 1 de diciembre de 1990, pasó a llamarse 43.ª Orden de Bandera Roja de Sebastopol de Aviación de Asalto Naval Separada del Regimiento de Kutuzov.

### Tras de la caída de la Unión Soviética
Con la caída de la Unión Soviética y la desaparición del Pacto de Varsovia, la importancia militar de la flota se degradó y sufrió importantes recortes de financiación y la pérdida de sus principales misiones.
A principios de la década de 1990, la flota tenía 645 barcos y 72.000 personas.
En 1992, la mayor parte del personal, armamento e instalaciones costeras de la Flota cayeron bajo la jurisdicción formal de la recién independizada Ucrania, ya que estaban situadas en territorio ucraniano. Más tarde, el gobierno ucraniano ordenó el establecimiento de su propia Marina ucraniana basada en la Flota del Mar Negro; Varios barcos y formaciones terrestres se declararon ucranianos.
Sin embargo, esto provocó inmediatamente conflictos con la mayoría de los oficiales que parecían ser leales a Rusia. Según los marineros proucranianos, fueron declarados "borrachos y villanos" y ellos y sus familias fueron acosados. También han afirmado que sus nombres fueron tildados de "traidores a Rusia" en grafitis locales. Simultáneamente, grupos separatistas prorrusos se volvieron activos en la política local de la República Autónoma de Crimea de Ucrania y la ciudad de Sebastopol, donde estaban situadas las principales bases navales, y comenzaron a coordinar sus esfuerzos con los marineros pro Moscú.
Durante este tiempo estalló la Guerra civil georgiana. Estallaron combates entre dos minorías separatistas de Osetia del Sur y Abjasia apoyadas por Rusia por un lado y el gobierno georgiano dirigido por Zviad Gamsakhurdia por el otro. Sin embargo, fue derrocado durante el golpe de Estado en Georgia de 1992. El nuevo gobierno continuó la lucha contra las repúblicas separatistas, pero al mismo tiempo pidió al presidente de Rusia Boris Yeltsin por su apoyo contra los 'zviadistas' que intentaban recuperar el poder. Esto llevó al desembarco de la Flota del Mar Negro en Georgia (a pesar de la disputa no resuelta sobre la propiedad de la flota), y resultó en la batalla de Poti de 1993.

### Flota Conjunta y su partición
Los presidentes Leonid Kuchma de Ucrania y Boris Yeltsin de Rusia negociaron términos para dividir la flota y aliviar las tensiones, el 10 de junio de 1995 los dos gobiernos firmaron un tratado provisional, estableciendo una flota conjunta ruso-ucraniana del Mar Negro bajo mando bilateral (y bandera de la Marina soviética) hasta que se pueda alcanzar un acuerdo de partición a gran escala. Formalmente, el comandante de la flota debía ser designado por orden conjunta de los presidentes de los dos países. Sin embargo, Rusia todavía dominaba la flota de manera extraoficial y se nombró comandante a un almirante ruso; la mayoría del personal de la flota adoptó la ciudadanía rusa. Continuaron las tensiones menores entre la Flota y la nueva Marina de Ucrania (como cortes de electricidad y peleas callejeras de marineros).
En 1996 se disolvió la 126a División de Fusileros Motorizados.
El alcalde de Moscú Yuriy Luzhkov hizo campaña para anexar la ciudad de Sebastopol, que albergaba el cuartel general de la flota y la base naval principal Base naval de Sebastopol, y en diciembre el Consejo de la Federación respaldó oficialmente el reclamo. Estimulada por estas reivindicaciones territoriales, Ucrania propuso una "asociación especial" con la OTAN en enero de 1997.

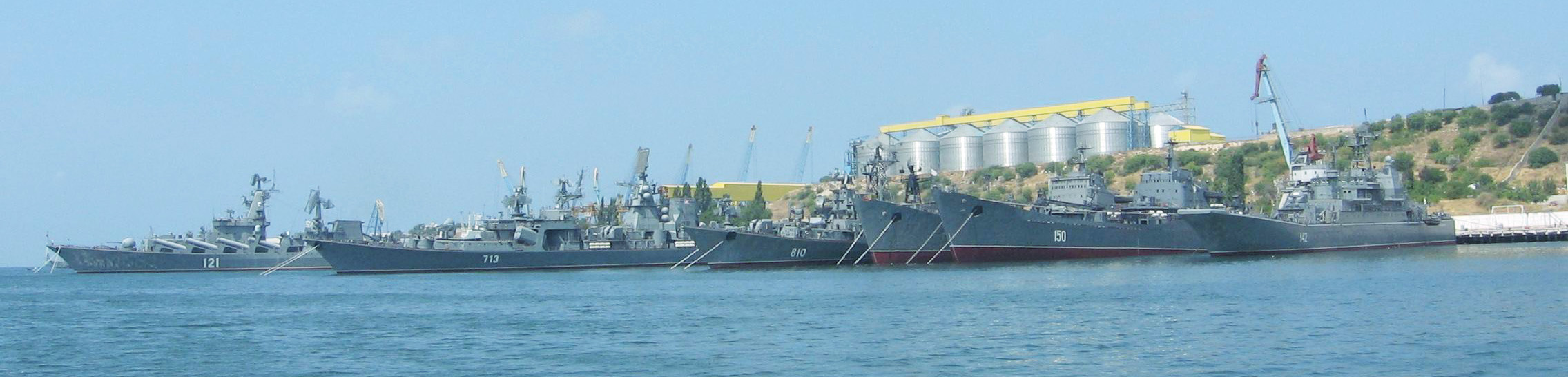
Algunos barcos importantes de la flota soviética y rusa del Mar Negro (incluido el buque insignia crucero Moskva, extremo izquierdo) en Sebastopol, agosto de 2007

El 28 de mayo de 1997, Rusia y Ucrania firmaron varios acuerdos sobre la flota, incluido el (Tratado de partición sobre el estatuto y las condiciones de la flota del Mar Negro), estableciendo dos flotas nacionales independientes y dividiendo armamentos y bases entre ellas. Ucrania acordó arrendar gran parte de sus instalaciones a la flota rusa del Mar Negro hasta 2017. Sin embargo, continuaron las tensiones permanentes sobre los detalles del arrendamiento. La base principal de la flota todavía estaba situada en la ciudad portuaria de Sebastopol. En 2009, el gobierno ucraniano de Viktor Yushchenko declaró que el contrato de arrendamiento no se extendería y que la flota tendría que abandonar Sebastopol en 2017. 
Debido a la falta de instalaciones de flota en Rusia, la antigua zona naval en el Puerto de Novorossiysk fue revivida en septiembre de 1994 y reorganizada oficialmente como Base Naval de Novorossiysk en 1997. La Federación Rusa planeó albergar allí el cuartel general y la mayor parte de la flota, y emprendió una importante mejora de las instalaciones militares de Novorossiysk a partir de 2005, finalizando en 2022.
En abril de 2010, el presidente Viktor Yanukovich renegoció y amplió el arrendamiento ruso hasta 2042 y una opción por cinco años adicionales hasta 2047 más la consideración de nuevas renovaciones. Este acuerdo resultó controvertido en Ucrania. Pues parecía violar la prohibición constitucional de establecer bases militares extranjeras y finalmente daría lugar a cargos de alta traición.
En este sentido, las relaciones entre Rusia y Ucrania en torno al estatus de la Flota continuaron siendo tensas. En una carta de agosto de 2009 al presidente ruso Medvédev, el presidente ucraniano Yushchenko se quejó de supuestas "infracciones de los acuerdos bilaterales y la legislación ucraniana".

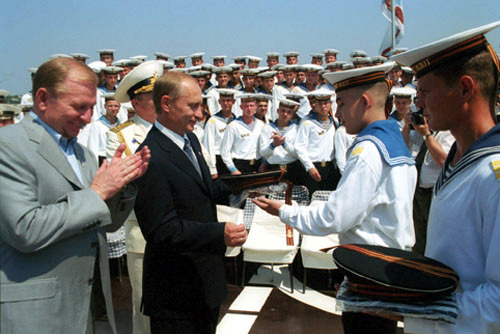
Vladimir Putin con el presidente ucraniano Leonid Kuchma a bordo del buque insignia Moskva, julio de 2001

En junio de 2009, el jefe del Servicio de Seguridad de Ucrania dijo que después del 13 de diciembre de 2009, todos los oficiales del Servicio Federal de Seguridad (FSB) ruso representados en la Flota del Mar Negro tendrían que abandonar Ucrania. A partir de entonces, el Servicio de Seguridad de Ucrania garantizaría la seguridad de la Flota del Mar Negro, incluidos los marineros rusos en territorio ucraniano. Sin embargo, según el Ministerio de Asuntos Exteriores de Rusia, los empleados del FSB que trabajan en las instalaciones de la Flota del Mar Negro debían permanecer en territorio ucraniano "de conformidad con los acuerdos bilaterales". En 2010, basándose en un acuerdo entre los gobiernos de Ucrania y Rusia, oficiales de contrainteligencia del Servicio Federal de Seguridad regresaron a la base de la Flota del Mar Negro.
A pesar de estas diferencias, los ejercicios conjuntos entre la Armada de Ucrania y la Flota rusa del Mar Negro se reanudaron con un ejercicio de mando en junio de 2010, después de un intervalo de siete años.  En mayo de 2011, Rusia y Ucrania reanudaron sus ejercicios navales conjuntos "Peace Fairway" (Farvater Mira).

#### Georgia en la partición de la flota
La nueva nación independiente de Georgia, que también albergó varias bases de la flota Soviética del Mar Negro cuando era la RSS de Georgia (República Socialista Soviética de Georgia) , también reclamó una parte de la flota, incluidos 32 buques de guerra anteriormente estacionados en el puerto de Poti en el Mar Negro de Georgia. Georgia, que no era miembro de la Comunidad de Estados Independientes en ese momento, no fue incluida en las negociaciones iniciales de enero de 1992. Además, algunas bases de baja importancia situadas en la autonomía separatista de Abjasia pronto escapó de cualquier control georgiano.
En 1996, Georgia reanudó sus demandas, y la negativa rusa a asignarle a Georgia una parte de la marina ex soviética se convirtió en otra manzana de la discordia en las relaciones entre Georgia y Rusia cada vez más deterioradas. Esta vez, Ucrania respaldó las reclamaciones de Tbilisi, entregando varias lanchas patrulleras a las Fuerzas Navales Georgianas y comenzando a entrenar tripulaciones georgianas, pero no pudo incluir en el acuerdo final de flota una transferencia del antiguo Poti. -buques con base a Georgia. Más tarde se decidió ceder el resto de la parte georgiana a Rusia a cambio de una reducción de la deuda.
Rusia empleó parte de la flota durante la guerra ruso-georgiana. Las unidades rusas que operaban frente a la región separatista de Abjasia resultaron en una escaramuza y hundimiento de un barco de la Armada de Georgia. Desde la guerra de Osetia del Sur de 2008, la Flota rusa del Mar Negro no ha participado en ningún ejercicio naval conjunto con buques de guerra georgianos. Sin embargo, tal declaración tiene poco significado ya que la Armada de Georgia ha dejado de existir (a principios de 2009 se fusionó con la guardia costera de Georgia).

### Anexión rusa de Crimea
La crisis política de 2014 en Ucrania rápidamente envolvió Crimea, donde el sentimiento separatista prorruso era fuerte. Cuando el Gobierno ruso decidió apoderarse de Crimea, las unidades militares rusas especializadas parecen haber desempeñado un papel central. En marzo, los ucranianos afirmaron que unidades de la 18ª Brigada de Fusileros Motorizados, la 31ª Brigada de Asalto Aéreo y la 22ª Brigada Spetsnaz fueron desplegadas en Crimea, en lugar del personal de la flota del Mar Negro, lo que violó los acuerdos internacionales firmados por Ucrania y Rusia. Sin embargo, como mínimo, la Flota del Mar Negro desempeñó un papel de apoyo, incluso en lo que respecta a impedir la salida de los buques de guerra ucranianos de Crimea. Otras fuentes sugirieron que también estuvo involucrada la 810.ª Brigada de Infantería Naval.
Después de la crisis de Crimea de 2014, las Fuerzas Armadas de Ucrania y la Marina de Ucrania fueron desalojadas de sus bases y posteriormente se retiraron de Crimea. Durante la ocupación, las fuerzas rusas se apoderaron de 54 de los 67 barcos de la Armada ucraniana. Según fuentes del Cuartel General de la Flota del Mar Negro, las inspecciones de todos los barcos debían realizarse a finales de 2014.
El 8 de abril de 2014 se llegó a un acuerdo entre Rusia y Ucrania para devolver los materiales de la Armada ucraniana a Ucrania propiamente dicha.La mayor parte de los buques y buques de guerra ucranianos fueron devueltos a Ucrania, pero Rusia suspendió este proceso después de que Ucrania no renovara su alto el fuego declarado unilateralmente el 1 de julio de 2014 en el conflicto del Donbás. Según el comandante de la flota Aleksandr Vitko, esto ocurrió porque los barcos eran viejos "y, si los utilizaba [por Ucrania], podrían dañar a su propia gente".
A partir de ese momento, Rusia procedió a consolidar su posición militar en Crimea, que ahora considera parte integral de la Federación Rusa, aunque esta posición no cuenta con el apoyo de la gran mayoría de la comunidad internacional.

### Invasión rusa de Ucrania desde 2022
Tras es estallido de la invasión rusa de Ucrania parte de la flota rusa del mar negro ha sufrido graves bajas o daños importantes debido a que Ucrania ataca de forma discontinua la base naval de Sebastopol mediante misiles de corto-medio alcance, drones, drones acuáticos, minas acuáticas o pequeños submarinos. Esto ha ocasionado duros golpes en la logística de la marina rusa del mar negro como lo fue el hundimiento del crucero de la clase insignia del mar negro «Moskva» el 14 de abril de 2022 o el dañamiento e inhabilitación de la fragata n.º 3 del mar Negro «Admiral Makarov» el 29 de octubre de 2022.
Al comienzo de la Guerra de Ucrania se especulaba sobre un posible desembarco en Odesa (ciudad portuaria de Ucrania) apoyado por la Flota rusa del Mar negro, pero hoy en día ya se tiene descartada esta opción por la destrucción de más del 30% de esta misma. También debido a estas bajas, la marina rusa optó por llevar en 2023 la mayor parte de la Flota rusa a la base naval de Novorosíisk y a la base naval de Feodosia para evitar nuevas bajas militares, aunque todavía algunos barcos y fragatas de vigilancia siguen en la base naval de Sebastopol por lo que de vez en cuando son alcanzados por las fuerzas aéreas y marítimas de Ucrania mediante misiles u drones.